# Tornado of Souls
''Tornado of Souls'' é uma canção da banda norte americana de Thrash metal Megadeth, do seu quarto álbum de estúdio Rust in Peace. A canção é bem conhecida por seu distinto solo de guitarra tocado por Marty Friedman, que é considerado um dos maiores solos de guitarra de metal de todos os tempos.    Também é amplamente considerada uma das músicas mais difíceis de tocar na guitarra.   
Apesar de nunca ter sido lançada como single nem ter tido nenhuma promoção em torno dela, a canção continua sendo um marco na discografia da banda.   Ela é uma música mais melódica que várias outras músicas do álbum. 
A letra desta música, como muitas do Megadeth, é sobre a ex-namorada do vocalista Dave Mustaine, Diana. 

## Legado
Tornado of Souls foi tocada ao vivo mais de 1000 vezes pela banda.  Muitos consideram o solo de guitarra da música tocado por Marty Friedman o melhor da carreira da banda,    e do heavy metal.  

## Aparições
- Tornado of Souls apareceu no videogame Brütal Legend de 2009; [18]
- A música, junto com o resto do álbum original, foi apresentado como DLC para a série de videogames Rock Band em 9 de fevereiro de 2010; [19]

- Tornado of Souls aparece no pacote de recompensas junto com o cruzador Megadeth Rattlehead, o comandante Dave Mustaine e Vic Rattlehead no World of Warships Legacy. [20] [21]

## Elogios
| Ano  | Publicação   | País           | Ranking                                                         | Posição |
| ---- | ------------ | -------------- | --------------------------------------------------------------- | ------- |
| 2022 | Louder Sound | Estados Unidos | The Top 20 Best Megadeth Songs Ranked                           | 2       |
| 2018 | Billboard    | Reino Unido    | Every song on Megadeth's Rust In Peace Rated From Best To Worst | 1       |

## Pessoal

### Megadeth
- Dave Mustaine – vocal principal, guitarra base
- David Ellefson – baixo, backing vocal
- Marty Friedman – guitarra solo
- Nick Menza – bateria, backing vocal

### Obra de arte
- Edward J. Repka – ilustração da capa e arte
- Dave Mustaine – conceito de capa
- Gene Kirkland – fotografia
- Wendi Schaeffer – assistente de fotografia

### Produção
- Produzido por Dave Mustaine e Mike Clink
- Gravação e engenharia por Micajah Ryan e Mike Clink
- Assistente de engenharia de gravação por Andy Udoff
- Mixado por Max Norman
- Técnico – Tom Mayhue